# Aase Kristofersen
Aase Kristofersen, född 1888 i Tromsø, död 1955, var en norsk författare och lärare i Oslo från 1923. Hon gjorde sig ett namn med sin första roman Dragsug (1919). Senare böcker är Lommen skrek (1920), Skrugard (1927), en berättelse om en polarforskares sammanbrott i det spänningslösa vardagslivet, Fiskerrim, en samling dikter med skildringar från fiskarlivet i Nordland, och romanen Tonje (1936).